# Vànyar

Esquema bàsic racial dels elfs de J. R. R. Tolkien.

En el marc del llegendari de J. R. R. Tolkien, els Vànyar són el primer dels clans dels elfs. D'acord amb la llegenda, va ser fundat per Imin, el primer elf a despertar-se a Cuiviénen, la seva esposa Iminyë i dotze companys més. Però va ser Ingwë, l'ambaixador vanya que va acompanyar Oromë a Vàlinor que va esdevenir-ne el seu rei.
Els Vànyar eren el clan menys nombrós. El seu nom significa "Rossos" en quenya, referint-se als seus característics cabells rossos. Ells mateixos se solen anomenar Minyar, "primers", ja que van ser els primers elfs a despertar-se i els primers a iniciar el viatge cap a Vàlinor.
Ingwë és anomenat Rei Suprem dels Elfs. Viu a les faldes del Taniquetil sota les dependències de Manwë. Un altre vanya notable va ser Indis, la segona esposa de Finwë i àvia de Galàdriel, que va transmetre-li els seus cabells daurats.
Molt pocs dels vànyar s'han vist a la Terra Mitjana, ja que van anar tots a Vàlinor i s'hi han quedat des d'aleshores.